# Старатель (станция)
Старатель — железнодорожная станция, промежуточная станция в Свердловской области, в городе Нижнем Тагиле. Станция находится в жилом районе Старатель, по улице Станция Старатель. От станции Старатель отходит ответвление путей на полигон «НТИИМ». На станции имеется небольшой кирпичный вокзал с одной билетной кассой и одним залом ожидания, рядом есть отдельный шлакоблочный навес и здание диспетчерской, а также технический корпус железнодорожников.

## Пассажирское сообщение
Пассажирское сообщение в Старателе представлено исключительно пригородными поездами.
На станции Старатель останавливаются все электрички, за исключением скоростных, курсирующие по маршрутам Нижний Тагил — Екатеринбург-Пассажирский, Нижний Тагил — Керамик, Нижний Тагил — Невьянск, Нижний Тагил — Шурала и Нижний Тагил — Исеть. Через станцию Старатель транзитом следуют пассажирские поезда: 84Е/84М «Приобье — Серов — Москва — Приобье», 49/50 «Екатеринбург — Нижний Тагил — Москва — Екатеринбург», 603/604 «Екатеринбург — Соликамск — Екатеринбург», а также пригородные поезда сообщением Нижний Тагил — Екатеринбург «Ласточки».

## История
Станция Старатель была открыта 1 октября 1878 году при открытии последнего участка Горнозаводской железной дороги. Станция была основана как небольшой перевалочный пункт перед большой станцией Нижний Тагил возле посёлка золотоискателей с одноимённым названием. Позже посёлок и станция были присоединены к Нижнему Тагилу в составе жилого района посёлок Старатель. В годы Гражданской войны в районе станции Старатель велись бои между белогвардейцами и Красной армией. В советские годы отстанции провели однопутную ветку до полигона «НТИИМ». Сейчас станция обслуживает местных жителей и служит для сортировки грузовых составов.